# Филиппов, Аркадий Александрович
Арка́дий Алекса́ндрович Фили́ппов (1903, дер. Екимово, Тихвинский уезд, Санкт-Петербургская губерния, Российская империя — 1957) — советский партийный деятель, первый секретарь Иркутского обкома ВКП(б) (1938—1939), участник большого террора. Входил в состав особой тройки НКВД СССР.

## Биография
Член РКП(б) с 1920 г.
В 1923—1925 гг. слушатель Петроградской (Ленинградской) губернской партийной школы.
- 1925—1930 гг. — председатель Правления профсоюзного комитета, Культурной комиссии, заводского комитета завода «Красный треугольник» (Ленинград),
- 1930—1931 гг. — директор завода «Красный маляр»,
- 1931—1933 гг. — председатель Нарвского районного совета профсоюзов (Ленинград),
- 1933—1937 гг. — секретарь комитета ВКП(б) завода имени А. А. Жданова (Ленинград),
- 1937 г. — первый секретарь Кировского районного комитета ВКП(б) (Ленинград),

.
- 1937—1938 гг. — первый секретарь Красноярского краевого комитета ВКП(б). Этот период отмечен вхождением в состав особой тройки, созданной по приказу НКВД СССР от 30.07.1937 № 00447[1] и активным участием в сталинских репрессиях[2].
- 1938—1939 гг. — и.о. первого секретаря, первый секретарь Иркутского областного комитета ВКП(б)[3] и одновременно первый секретарь Иркутского городского комитета ВКП(б). Отозван в ЦК ВКП(б)[4],
- 1939—1943 гг. — директор Ярославского, затем Ленинградского асбестовых заводов,
- 1943—1950 гг. — председатель исполнительного комитета Московского районного совета г. Ленинграда.

Депутат Верховного Совета РСФСР 1-го созыва.
С 1950 г. на пенсии.

## Награды и звания
Награжден орденом Красной Звезды.